# Монти-Бразил
Монти-Бразил (порт. Monte Brasil) — туфовый остаток вулкана на острове Терсейра.
Монти-Бразил расположен на южном побережье Терсейры. Он глубоко выступает в океан, являясь полуостровом. К востоку он образует удобный для судов залив Ангра, на котором расположен город Ангра-ду-Эроишму, одно из первых на Азорах поселений и одно из важнейших в истории архипелага. К западу от Монти-Бразил находится залив Фанал.
В настоящее время Монти-Бразил представляет собой конус вулкана с кратером глубиной около 30 м. Он состоит из пирокластических андезитовых базальтов. Максимальная высота — 205 м над уровнем моря.
Монти-Бразил покрыт лесом, типичным для Азорских островов. Обычными видами являются лавр азорский, эрика (Erica azorica), файя (Myrica faya) и можжевельник азорский. Из млекопитающих на горе встречаются эндемичная азорская летучая мышь (Nyctalus azoreumi), также завезенные с континента человеком чёрная крыса и ласка. Из птиц на Монти-Бразил гнездуется более 30 видов.
Для защиты города от нападения пиратов на горе были построены редуты и крепость Сан-Жоан-Баптиста. Ниже располагались пушечные батареи форта Сан-Себастьян.

## Галерея

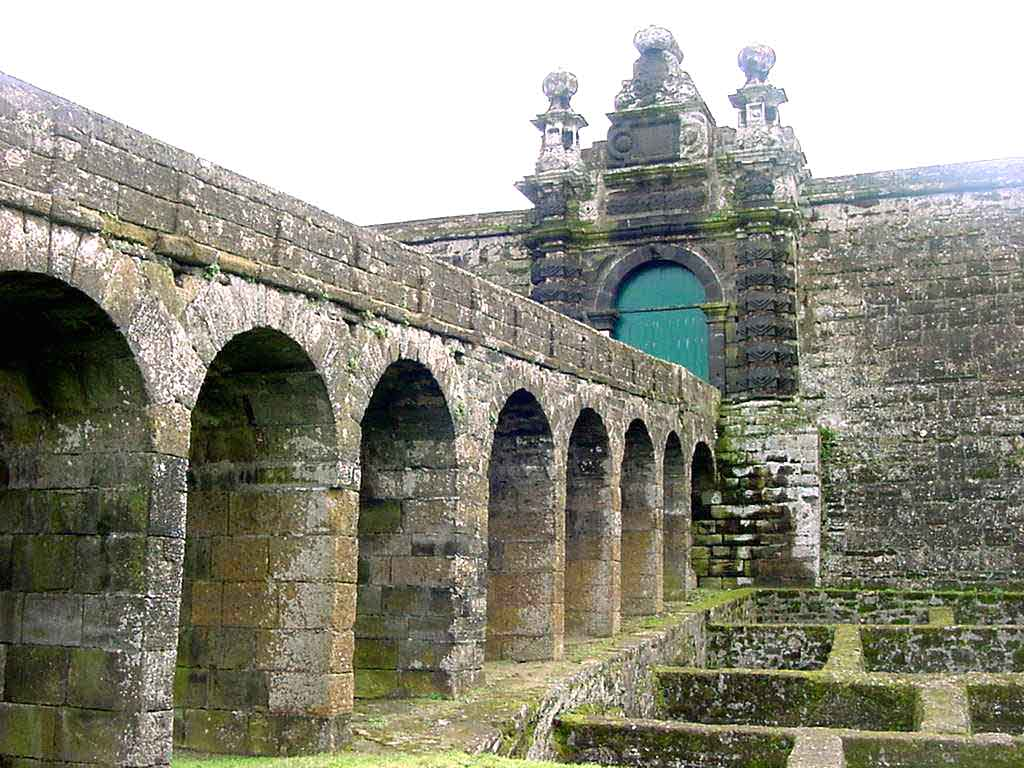
В крепости Иоанна Крестителя
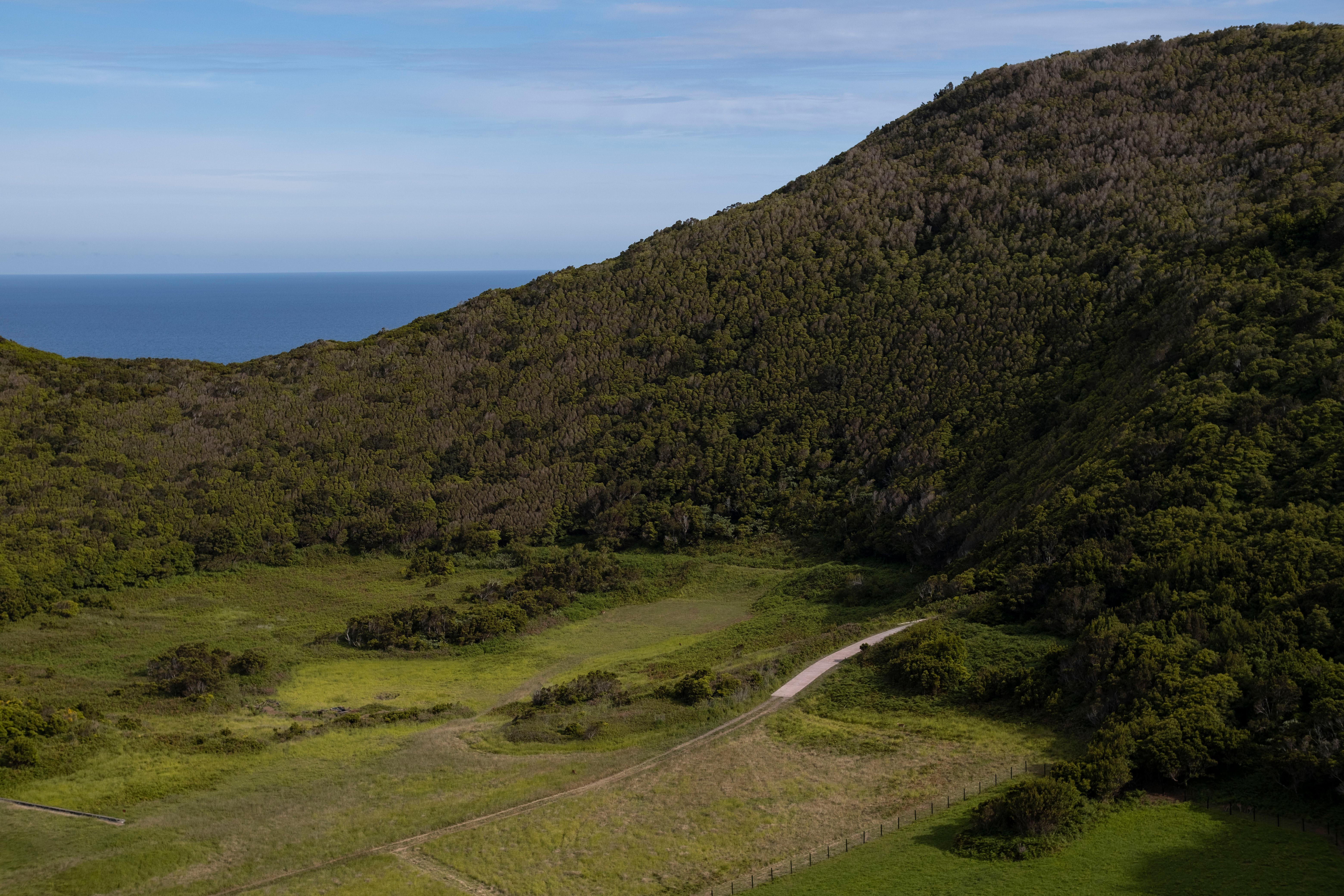
Кратер
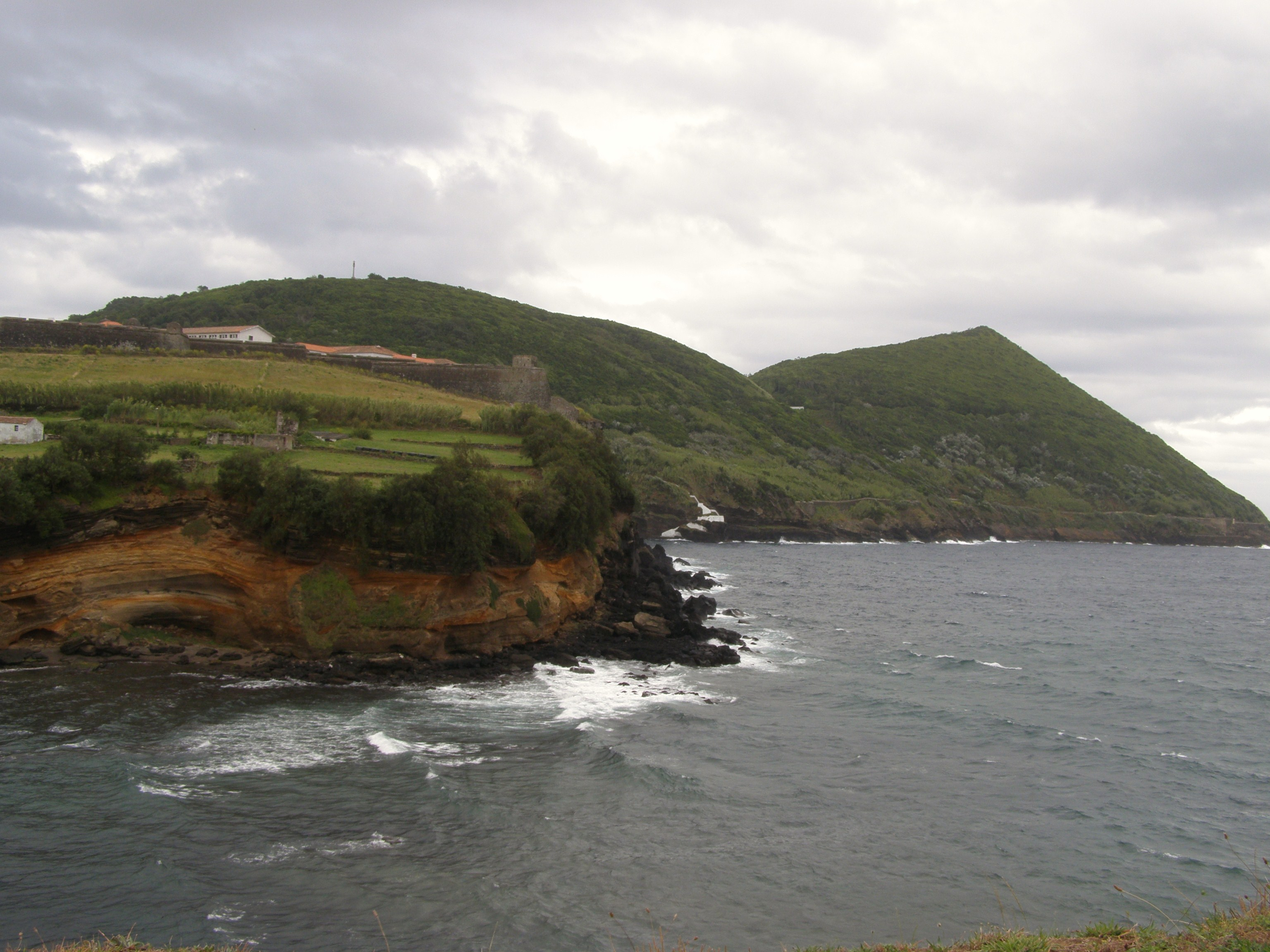
Вид со стороны залива Фанал
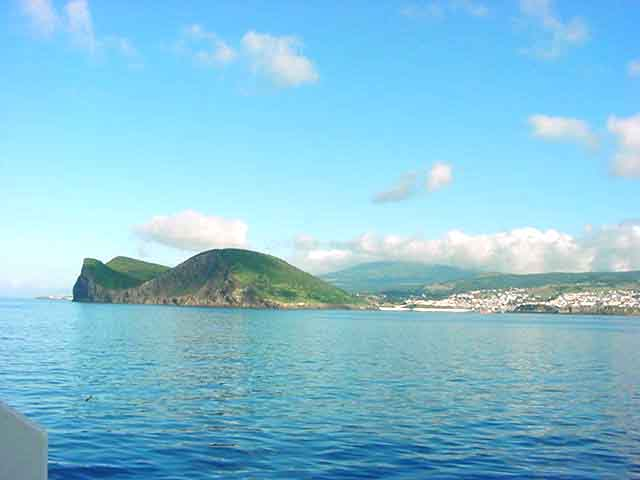
Вид с океана